# Chimes
I chimes sono delle campane tubolari disposte verticalmente. Nella maggior parte dei casi, possono essere a suono determinato ed intonati cromaticamente.

## Descrizione
I chimes appartengono agli idiofoni, strumenti il cui suono è prodotto dalla vibrazione dello strumento stesso. Precisamente, si tratta di un idiofono in metallo dal suono irregolare.
Nacquero nel III secolo a.C., nei territori della Mesopotamia. La loro sonorità ha avuto largo impiego anche nelle rappresentazioni greche drammatiche.